# Велики везир
Велики везир ("صدر اعظ или وزیر اعظم) је назив за највишег султановог поданика. Био је председник царског Дивана (владе) у Турској царевини. У време рата вршио је у име султана дужност врховног команданта.
Великог везира бирао је султан обично из реда везира царског Дивана (Порта), а такође и разрешавао ове дужности. Многи људи из балканских крајева обављали су току XV, XVI и XVII века дужност великог везира, као Махмуд-паша Анђеловић из Крушевца, Ахмед-паша Херцеговић (син херцега Стефана) и Мехмед-паша Соколовић из околине Рудог у Босни.
Велики везир је чувао царски печат.
Назив потиче од персијске речи везир (перс. وزير)

## Популарна култура
Титула Великог везира је употребљена у научно-фантастичној серији Звездани ратови, за председника владе Галактичког царства.